# 名張郡
- 令制国一覧 > 東海道 > 伊賀国 > 名張郡
- 日本 > 近畿地方 > 三重県 > 名張郡

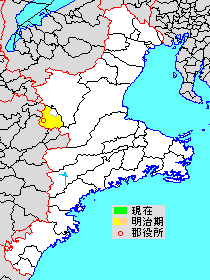
三重県名張郡の範囲

名張郡（なばりぐん）は、三重県（伊賀国）にあった郡。

## 郡域
1878年（明治11年）に行政区画として発足した当時の郡域は、名張市の大部分（概ね新田・東田原・美旗中村・下小波田・上小波田・南古山・美旗町各町および桔梗が丘の一部を除く）にあたる。
但し、現在の津市美杉町太郎生に相当する地域は中世の末期まで本郡に属し、伊勢神宮の神領であった。

## 歴史

### 近世以降の沿革
- 明治初年時点で、全域が津藩領であった。「旧高旧領取調帳」に記載されている村は以下の通り。（41村）

梁瀬村、北出村、南出村、平尾村、蔵持村、狭田村、夏見村、下比奈知村、滝ノ原村、上比奈知村、長瀬村、布生村、神屋村、奈垣村、西田原村、鵜山村、八幡村、家野村、葛尾村、薦生村、下三谷村、短野村、夏秋村、大屋戸村、黒田村、結馬村、井手村、安部田村、矢川村、上三谷村、竜口村、長坂村、一ノ井村、柏原村、丈六村、長屋村、檀村、星川村、青蓮寺村、中村、瀬古口村
- 明治4年
  - 7月14日（1871年8月29日） - 廃藩置県により津県の管轄となる。
  - 11月22日（1872年1月2日） - 第1次府県統合により安濃津県の管轄となる。
- 明治5年3月17日（1872年4月24日） - 安濃津県が改称して三重県となる。
- 明治8年（1875年） - 北出村・南出村・平尾村が梁瀬村に合併。
- 明治11年（1878年） - 長瀬村の一部が分立して中知山村となる。
- 明治12年（1879年）2月5日 - 郡区町村編制法の三重県での施行により、行政区画としての名張郡が発足。「名張伊賀郡役所」が梁瀬村に設置され、伊賀郡とともに管轄。
- 明治13年（1880年） - 梁瀬村が改称して名張村となる。

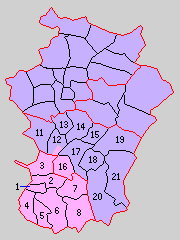
1.名張町 2.蔵持村 3.薦原村 4.錦生村 5.滝川村 6.箕曲村 7.比奈知村 8.国津村（桃：名張市 紫：伊賀市 11 - 21は伊賀郡）

- 明治22年（1889年）4月1日 - 町村制の施行により、以下の町村が発足。全域が現・名張市。（1町7村）
  - 名張町（名張村が単独町制）
  - 蔵持村 ← 蔵持村、狭田村、夏秋村、大屋戸村、短野村、下三谷村
  - 薦原村 ← 薦生村、西田原村、八幡村、鵜山村、家野村、葛尾村
  - 錦生村 ← 安部田村、黒田村、結馬村、井手村、矢川村、上三谷村、竜口村
  - 滝川村 ← 丈六村、長屋村、檀村、柏原村、星川村、長坂村、一ノ井村
  - 箕曲村 ← 夏見村、中村、瀬古口村、青蓮寺村、中知山村
  - 比奈知村 ← 下比奈知村、上比奈知村、滝ノ原村
  - 国津村 ← 神屋村、奈垣村、布生村、長瀬村
- 明治29年（1896年）4月1日 - 郡制の施行のため、名張郡・伊賀郡の区域をもって名賀郡が発足。同日名張郡廃止。

## 行政
名張・伊賀郡長
| 代 | 氏名     | 就任年月日             | 退任年月日                | 備考                           |
| -- | -------- | ---------------------- | ------------------------- | ------------------------------ |
| 1  | 中山光大 | 明治12年（1879年）5月  |                           |                                |
| 2  | 山県昌雄 | 明治19年（1886年）9月  |                           |                                |
| 3  | 町井治   | 明治21年（1888年）12月 |                           |                                |
| 4  | 川田茂通 | 明治24年（1891年）6月  | 明治29年（1896年）3月31日 | 伊賀郡との合併により名張郡廃止 |